# August von Schoeler
Ludwig Johann Wilhelm August von Schoeler (* 19. März 1798 in Münster; † 9. Februar 1866 in Magdeburg) war ein preußischer General der Infanterie und Gouverneur von Magdeburg.

## Leben

### Herkunft
August war ein Sohn des preußischen Generals der Infanterie Friedrich von Schoeler (1772–1840) und dessen Ehefrau Auguste Wilhelmine, geborene von Kunitzky (1776–1858), eine Tochter des Generalmajors Franz Georg Gneomar von Kunitzky.

### Militärkarriere
Schoeler trat am 10. April 1815 als Musketier in das 12. Infanterie-Regiment der Preußischen Armee ein und avancierte Mitte Juni 1915 zum Unteroffizier. In den Befreiungskriegen nahm er während des Sommerfeldzuges an den Schlachten bei Ligny und Belle Alliance sowie dem Gefecht bei Gosselies und der Beschießung von La Fere teil.
Nach dem Krieg stieg Schoeler bis Anfang April 1816 zum Sekondeleutnant auf. Am 14. Februar 1818 wurde er dem Kaiser Alexander Grenadier-Regiment aggregiert, am 11. Januar 1819 einrangiert sowie Mitte August 1825 zum Premierleutnant befördert. Zum 1. Mai 1826 folgte seine Kommandierung zum topographische Büro nach Berlin. Von dort wurde er zum Großen Generalstab kommandiert und Ende März 1831 hierher versetzt. Schoeler kam ein Jahr später als Hauptmann in den Generalstab des III. Armee-Korps und von dort mit der Beförderung zum Major am 8. Mai 1839 in den Generalstab des IV. Armee-Korps. Er wurde am 31. März 1846 zum Flügeladjutanten von König Friedrich Wilhelm IV. ernannt und in dieser Stellung Mitte Oktober 1846 zum Oberstleutnant befördert. Am 22. August 1848 wurde er zum Kommandeur der Garde-Unteroffizier-Kompanie ernannt und am 29. November 1849 mit dem St. Johanniter-Orden ausgezeichnet. Am 8. Mai 1849 wurde er zum Oberst befördert und zeitgleich für sechs Monate in das 1. Garde-Regiment zu Fuß abkommandiert. Nach seiner Rückkehr wurde er dann am 4. Dezember 1849 als Kommandeur in das 38. Infanterie-Regiment versetzt. Daran schloss sich vom 19. Februar bis zum 3. Mai 1852 eine Verwendung als Kommandeur der 9. Infanterie-Brigade an. Anschließend erhielt Schoeler das Kommando über die 16. Infanterie-Brigade und wurde am 22. März 1853 zum Generalmajor befördert. Ab dem 7. Mai 1857 hatte er das Kommando über die 9. Division. In dieser Eigenschaft wurde Schoeler am 15. Oktober 1857 Generalleutnant und Ende Dezember des Folgejahres mit dem Königlichen Hausorden von Hohenzollern ausgezeichnet. Im Vorfeld der Krönung des Kronprinzen Wilhelm erhielt er am 13. Mai 1861 als Auszeichnung die lange verwaiste Stelle als Gouverneur von Königsberg. Am 24. Juli 1861 wurde Schoeler zu den Offizieren von der Armee versetzt und am 18. Oktober 1861 anlässlich der Krönung von König Wilhelm I. mit dem Roten Adlerorden I. Klasse mit Eichenlaub ausgezeichnet. Am 2. Juli 1862 wurde er Gouverneur von Magdeburg und am 15. Juni 1864 erhielt Schoeler den Charakter als General der Infanterie. Unter Verleihung des Kronenordens I. Klasse nahm er am 10. September 1864 seinen Abschied mit Pension. Er wurde am 16. November 1864 dann mit Pension zur Disposition gestellt, bevor er am 9. Februar 1866 in Magdeburg starb.

### Familie
Schoeler heiratete am 15. Oktober 1827 Ottilie von Schoeler (1809–1890), eine Tochter des Generals Moritz von Schoeler (1771–1855). Das Paar hatte mehrere Kinder;
- Auguste (* 1829)
- Elise (1831–1880)
- Otto (1832–1836)
- Friedrich (1834–1887), Leutnant a. D., zulegt im damaligen 4. Artillerie-Regiment.
- Marie (* 1843)
- Mathilde (* 1851) ⚭ 1872 Hans von Wolzogen (1848–1938)